# Justicia steyermarkii
Justicia steyermarkii är en akantusväxtart som beskrevs av Standley och Leonard. Justicia steyermarkii ingår i släktet Justicia och familjen akantusväxter. Inga underarter finns listade i Catalogue of Life.